# Hallonympha
Hallonympha是蜆蝶亞科蛺蜆蝶族蛺蜆蝶亞族裡的一個屬，尚無正式中文學名命名。共有2個物種，分佈於新熱帶界。

## 物種
- 優多悌蜆蝶 Hallonympha eudocia
- 點花蜆蝶 Hallonympha paucipuncta

## 腳註
1. ↑  Brower, Andrew V. Z. 2008. Hallonympha Penz & Devries 2006. Version 03 June 2008 (under construction). http://tolweb.org/Hallonympha/106006/2008.06.03 （页面存档备份，存于） in The Tree of Life Web Project, http://tolweb.org/ （页面存档备份，存于） （英文）